# Esso Northumbria
La Esso Northumbria era una superpetroliera britannica appartenente alla compagnia Exxon, la prima del suo genere. Rimase in servizio dal 1970 al 1982, ed è ricordata dalla canzone Roll Northumbria dei The Dreadnoughts.

## Costruzione
Dopo la crisi di Suez del 1956 le autorità del Regno Unito commissionarono alla Exxon la costruzione di un nuovo tipo di petroliera, la superpetroliera, in grado di affrontare lunghi viaggi per mare con grossi carichi di petrolio senza necessitare di frequenti scali nei porti. La Esso Northumbria fu la prima di queste navi ad essere realizzata, venendo varata il 2 maggio 1969 da una madrina d'eccezione, la principessa Anna del Regno Unito.
Al momento della sua realizzazione, era la più grande nave mai costruita nel Regno Unito, così come una delle più grandi al mondo. In fase di costruzione, per un errore di calcolo la nave risultò più grande di quanto progettato, e una parte della banchina del cantiere navale dovette essere demolita per permettere il successivo varo.

## Servizio e ritiro
La Esso Northumbria entrò in servizio dal 1970, ricevendo dai marinai l'affettuoso soprannome di Big Geordie. Effettuò il suo viaggio inaugurale facendo rotta per il Kuwait.
Presto tuttavia la superpetroliera mostrò tutti i suoi limiti: la manutenzione della nave si dimostrò continua e proibitiva, resa difficoltosa anche dalla tendenza dello scafo a sviluppare fessure quando messo sotto sforzo dal mare grosso. Venne quindi ritirata dal commercio petrolifero e demolita nel maggio 1982 a Kaohsiung, Taiwan, dopo appena dodici anni di servizio.

## Nella cultura di massa
Il varo e l'entrata in servizio della Esso Northumbria furono grandi eventi mediatici. Infine, nel 2019, il gruppo folk canadese dei Dreadnoughts pubblicò la canzone Roll Northumbria, dedicata alla prima delle superpetroliere e al suo breve e sfortunato servizio.